# Jens Billes visebog
Jens Billes visebog (Odense, Landsarkivet for Fyn, Karen Brahe E I,2, også kaldet Jens Billes håndskrift og Jens Billes poesiebog og tidligere kendt som Steen Billes Haandskrift) er den næstældste samling af dansk poesi, efter Hjertebogen. Den blev samlet i sidste halvdel af 1550'erne.

## Format
Manuskriptet er omkring 20×14½cm og skrevet på papir. Det indeholder 162 folier, der alle bærer det samme vandmærke. Det indeholder 87 digte, som er skrevet med omkring 17 forskellige håndskrifter, hvoraf de vigtigste er Jens Bille (1531–75), Sten Clausen Bille og Anne Skave; de er nummereret med blyant af Svend Grundtvig. Manuskriptet har navn efter Jens Bille, der navngav sig selv som dets ejer. Digtene 1-86 blev skrevet i perioden 1555-89, og digt 87, der handler om Frederik 2. af Danmarks død, er fra 1589.

## Indhold
Bogen indeholder nogle af de ældste nedskrivninger af skandinaviske ballade, såsom Elvehøj. Mange af de tekster, som Jens Billes visebog indeholder, indgår i en redigeret udgave i Danmarks gamle Folkeviser. In the words of Rita Pedersen,
 Jens Billes Visebog har karakter af en typisk familievisebog. Adskillige genrer er repræsenteret i bogen: ridderviser, skæmteviser, historiske viser, aktuelle viser, salmer, adelslyrik - og muligvis nogle afskrevne skillingstryk. Endvidere taler meget for, at en del mundtlig, sungen tradition findes nedskrevet her.

 — Rita Pedersen

## Historie
Hvordan manuskriptet blev en del af Karen Brahes bibliotek er ikke kendt med sikkerhed, men det er sandsynligt, at hu har arvet det, idet hun arvede en stor del af sit bibliotek fra sin bedstefars søster; Anne Gøye. Gøye var gift med en af Jens Billes børnebørn, og en af hendes brødre giftede sig med en af Jens Billes børnebørn.